# Jeffrey T. Richelson
Jeffrey Talbot Richelson (né le 31 décembre 1949 à New York et mort le 11 novembre 2017 à Los Angeles) est un chercheur et écrivain américain.
Il étudie les procédés de collecte de renseignement et la sécurité nationale. Auteur d'au moins 13 livres sur le renseignement, il a dirigé la publication de plusieurs collections de documents d'archive de la National Security Archive.

## Biographie
Richelson obtient son PhD en science politique de l'université de Rochester en 1975. Ensuite, il enseigne à l'université du Texas à Austin et à l'American University. 
En 2017, il est senior fellow au National Security Archive.

## Œuvres
- (en) Jeffrey Richelson, Social Choice Theory and Soviet National Security Decisionmaking, Center for International and Strategic Affairs de l'UCLA, 1982 (ISBN 978-0-86682-048-6)
- (en) Jeffrey Richelson, United States Strategic Reconnaissance : Photographic/imaging satellites, Center for International and Strategic Affairs de l'UCLA, 1983 (ISBN 978-0-86682-050-9)
- (en) Jeffrey Richelson et Desmond Ball, The Ties That Bind : Intelligence cooperation between the UKUSA countries, Allen & Unwin, 1985, 402 p. (ISBN 0-04-327092-1)
- (en) Jeffrey Richelson, Sword and Shield : The Soviet intelligence and security apparatus, Ballinger Publishing Company, 1986, 485 p. (ISBN 0-88730-035-9)
- (en) Jeffrey Richelson, American Espionage and the Soviet Target, William Morrow, 1987, 383 p. (ISBN 0-688-06753-0)
- (en) Jeffrey Richelson, Foreign intelligence organizations, Ballinger Publishing Company, 1988, 485 p. (ISBN 0-88730-121-5)
- (en) Jeffrey Richelson, AmerIca's Secret Eyes in Space : The U.S. Keyhole spy satellite program, Harper & Row, 1990, 375 p. (ISBN 0-88730-285-8)
- (en) Jeffrey Richelson, A Century of Spies : Intelligence in the twentieth century, Oxford University Press, 1995 (ISBN 0-19-507391-6)
  - format poche :  (ISBN 0-19-511390-X)
- (en) Jeffrey Richelson, The U.S. Intelligence Community, Ballinger Publishing Company, 1985, 1re éd. (ISBN 0-88730-024-3)
  - 2e édition : Ballinger Publishing Company, 1989.  (ISBN 0-88730-245-9)
  - 3e édition : Westview Press, 1995.  (ISBN 978-0-8133-2376-3)
  - 4e édition : Westview Press, 1999.  (ISBN 978-0-8133-6893-1)
  - 5e édition : Westview Press, 2007.  (ISBN 978-0-8133-4362-4)
  - 6e édition : Westview Press, 2012.  (ISBN 978-0-8133-4512-3) (OCLC 701015423)
  - 7e édition : Westview Press, 2016.  (ISBN 978-0-8133-4918-3)
- (en) Jeffrey Richelson, America's Space Sentinels : DSP satellites and national security, University of Kansas Press, 1999, 329 p. (ISBN 0-7006-0942-3)
- (en) Jeffrey Richelson, The Wizards of Langley : Inside the CIA's Directorate of Science and Technology, Westview Press, 2001, 386 p. (ISBN 0-8133-6699-2)
- (en) Jeffrey Richelson, Spying on the bomb : American nuclear intelligence from nazi Germany to Iran and North  Korea, New York, Norton, 2006, 702 p. (ISBN 0-393-05383-0)
- (en) Defusing Armageddon : Inside NEST, America's Secret Nuclear Bomb Squad, New York, W.W. Norton, 2009, 318 p. (ISBN 978-0-393-06515-2, OCLC 227016184)